# 国际象棋注释符号
注解者评注国际象棋时，离不开一套公认的评注符号——用问号和叹号表示着法好坏的系统。常用着法评注符号从差到好依次为“??”“?”“?!”“!?”“!”和“!!”，它们紧接在着法记录后面（如“Re7?”“Kh1!?”），表示一手棋的优劣。着法评注主观性较大，同一着法的不同人的评注未必相同。注解者评估着法时会考虑棋手棋力，比如新手走出的错着可能不做标记，但若为特级大师走出就可能被评为“??”。此外，注解者评注时也有可能参考对局的实际结果；这种倾向有时称作“按结果评注”。

## 评注符号

### 着法评注符号
着法评注符号从劣到优依次为：
 ??（劣着）
双问号“??”代表劣着，即犯了非常糟糕的错误。错失得大子或将死良机的着法就属于典型劣着。劣着级着法往往直接导致棋手输棋。该符号偶尔表示胜势转和局的着法，这或是因注解者认为棋手水平不该犯此错误。人类即便是最高等级的棋手也会走劣着，但电脑程序只有特别初级的才会犯明显错误。
 ?（坏棋）
单问号“?”代表注解者认为不佳、不该走的着法。劣着的结果往往是失先或丢子。坏棋较之于战术层面，更多是就战略层面上而言的；有时评注为坏棋的着法难以找到应对方法。例如没看到对方接下来一连串漂亮的着法，将会罕见的收到多个问号。
使用单问号还是双问号是主观的，并且取决于棋手的棋力。比如初学者犯了重大战略错误（比如接受弃兵导致兵形差劣，或兑子导致残局败势），或没看到对方后续一系列战术，这可解释为初学者水平有限，只标记一个问号。但大师若走了同样的着法，部分注解者就会标注双问号，表示这是不该出自大师之手的劣着。
 ?!（可疑的着法）
注解者一般用“?!”表示他认为客观上不佳，但不好应对着法。“?!”也可表示注解者认为应该批评，但还不至于评注“?”的棋。弃子所做的对手能够防御的危险攻击中，如果他走的很好也可能被评注“?!”。同样，客观不佳但设有诱人陷阱的棋也属于此。
 !?（有趣的着法）
“!?”是争议最大的符号之一，不同书刊对它的定义略有差别，大致包括如下几种：“有趣但未必最佳的着法”“值得关注的着法”“有胆量的着法”“冒险的着法”。该符号一般表示着法激进强烈，但客观评价不明确。劣势方布下巧妙陷阱时，常会使用此符号。有战略缺陷的投机弃子或冒险攻击是典型的“!?”着法。
安德鲁·索尔蒂斯打趣的称，注解者认为着法有趣但懒于评估优劣时，会使用“!?”符号。
 !（好棋）
与代表坏着的问号相对，叹号（!）代表好棋——特别是出乎意料或用到了特别技巧的好棋。注解者使用该符号比较保守，他们不会像“1. e4! c5! 2. Nf3! d6! 3. d4! cxd4! 4. Nxd4! Nf6! 5. Nc3!”这样做出评注——尽管两棋手在按西西里防御中的某条主流开局策略行棋，这些着法都是好棋。
在面对艰难决定，棋手开始做出正确选择时，注解者可能会对几招都标注感叹号。典型的好棋如新颖开局、适时突破、有效弃子、避开陷阱等。
 !!（妙着）
双叹号“!!”代表非常有力的着法，如成功弃多子或强有力的反直觉着法。如世纪之战中，时年13岁的鲍比·费舍尔弃掉王后的战略性攻击获得了获注解者的双叹号。

### 可选用法
有些执笔者用三个乃至更多叹号（!!!）表示出乎意料的妙手。比如1907年罗勒德维和魯宾斯坦的对局中，汉斯·科缪茨为魯宾斯坦的22... Rxc3给出三个感叹号。同样，出乎意料的劣着会得到三个或以上的问号（???）。棋界普遍共识是这些符号没必要。
还有执笔者将问号和叹号以不同寻常的方式组合（如“!!?”“?!?”“??!”），来评注不同寻常或有争议的着法。然而这些符号的含义没有获得普遍认同，幽默或娱乐的意义更大。
注解者有时将评注符号放在括号里，比如“(?)”“(!)”。不同执笔者对这些符号的用法不宜，比如赛门·韦伯用“(?)”表示客观上合理，但棋手自认不佳的着法，而罗伯特·胡伯纳则用它来表示不正确并招来更多麻烦的着法。
此外注解者有时用“□”表示唯一合理或可走的着法，用“TN”或“N”表示有理论创新的着法。

### 局面评估符号
下列符号写在着法之后，表示该着法后的战略局势：
- +−（白胜势）：白有赢棋优势。
- +/−（白优势）：白有较大优势，也写作“±”。
- +/=（白略优）：白有微小优势。
- =（均势）：白黑势均力敌。
- =/+（黑略优）：黑有微小优势
- −/+（黑优势）：黑有较大优势，也写作“∓”。
- −+（黑胜势）：黑有赢棋优势。
- ∞（局势不明）：不清楚谁占优势，常见于高度不对称的局面，比如黑兵形已残但有高威胁性棋子。
- =/∞（有补偿）：某方在子力方面落后，但在其他方面有补偿。该符号也用来表示局势不明，但注解者认为大体势均的场合。

## 其他符号
在表示着法或局面时，许多国际象棋引擎或出版物都会使用其他符号。这些符号中许多都有 Unicode 编码，但仍有相当多符号需要使用特殊的字体才能正常显示。

### 着法评注符号
| 符号    | 简称     | 描述                             |
| ------- | -------- | -------------------------------- |
| ⌓       | 更好着法 | 表示一方下出了相对更好的着法。   |
| □       | 唯一着法 | 表示唯一合理或唯一可行的着法。   |
| Δ       | 预示着法 | 表示着棋后，后续可以采取的着法。 |
| ∇       | 对抗着法 | 表示一着棋可以防御的着法。       |
| TN 或 N | 创新着法 | 表示存在理论性创新的着法。       |

### 局面评注符号
| 符号    | 简称       | 描述                                       |
| ------- | ---------- | ------------------------------------------ |
| ↑       | 获得主动权 | 表示一方拥有主动权。                       |
| →       | 进攻       | 表示进行进攻。                             |
| ⇄       | 对抗       | 表示两方处于对抗态势。                     |
| ↻ 或 ↑↑ | 发展       | 表示优劣势正在出现。                       |
| ○       | 空间掌控   | 表示一方掌控更多盘面空间。                 |
| ⊕       | 时间紧迫   | 表示棋手局时或步时紧张。                   |
| ⊙       | 迫移局面   | 表示走棋的一方面临没有好棋可走的局面。     |
| +       | 将军       | 表示一方着棋后，对方的王被照将。           |
| ++      | 双重将军   | 表示一方着棋后，对方的王同时被两子照将。   |
| #       | 将死       | 表示一方着棋后，对方的王被照将而无法化解。 |